# Problema anului 2038

Exemplu care arată cum ar fi resetată data (la 03:14:08 UTC, 19 ianuarie 2038).

Problema anului 2038 se referă la o eventuală eșuare a unor programe software pentru calculator la un moment dat aproape de anul 2038 (cel mai probabil acest eveniment se poate produce pe 19 ianuarie 2038). Această problemă va afecta toate programele și sistemele care utilizează timpul standard POSIX, ceea ce reprezintă numărul de secunde petrecute de la 1 ianuarie 1970. O astfel de reprezentare a timpului, este standard pentru sistemul de operare UNIX (datorită utilizării pe scară largă a limbajului C).
Pe majoritatea sistemelor de 32 biți, tipul de date time_t este utilizat pentru a stoca secundele în formatul signed int (32 biți întreg). Ultima dată, care poate fi indicată într-un astfel de format (standard) în POSIX, este marți, 19 ianuarie 2038, ora 03:14:07 OUC.